# ケイオスA.D.
『ケイオスA.D.』（Chaos A.D.）は、ブラジルのヘヴィメタルバンド・セパルトゥラが1993年に発表したアルバム。スタジオ・アルバムとしては5作目。『ローリング・ストーン・ブラジル』誌が選出した「ブラジル音楽の偉大なアルバム100」では46位にランク・インした。

## 解説
ハードコア・パンクやブラジル音楽の要素を取り入れた作品で、音楽評論家のスティーヴ・ヒューイはallmusic.comにおいて「メタリカやメガデス等1980年代のスラッシュメタルの大御所たちが、自分たちの音楽性をより分かりやすい方向へ合理化している時代に、セパルトゥラは、いかなるヘヴィメタル・バンドよりも効果的と思われる形でハードコアの要素を取り入れることに焦点を絞って、本当に攻撃性を増した」と評している。バンドは本作で、いくつかの国のアルバム・チャートにおいて初のトップ20入りを果たし、また、アメリカのBillboard 200では初のトップ40入りを果たして、世界的にバンドの名を広めることとなった。
「ザ・ハント」は、イギリスのロック・バンド、ニュー・モデル・アーミー のアルバム『The Ghost of Cain』（1986年）収録曲のカヴァー。
ブラジルや日本等の初回盤には、ブラジルのロック・バンド、チタンスのカヴァー「ポリシア」が、ボーナス・トラックとして追加収録された。1996年にアメリカで発売されたリマスターCDは、ボーナス・トラック4曲を追加した内容となっており、日本でも2001年の再発盤からは同様のフォーマットとなった。

## 収録曲
1. リフューズ/レジスト - "Refuse/Resist" - 3:19
  - 作詞：マックス・カヴァレラ／作曲：セパルトゥラ
2. テリトリー - "Territory" - 4:45
  - 作詞：アンドレアス・キッサー／作曲：セパルトゥラ
3. スレイヴ・ニュー・ワールド - "Slave New World" - 2:54
  - 作詞：マックス・カヴァレラ、エヴァン・セインフェルド／作曲：セパルトゥラ
4. アーメン - "Amen" - 4:24
  - 作詞：マックス・カヴァレラ／作曲：セパルトゥラ
5. カイオヴァス - "Kaiowas" - 3:32
  - 作曲：セパルトゥラ
6. プロパガンダ - "Propaganda" - 3:31
  - 作詞：マックス・カヴァレラ／作曲：セパルトゥラ
7. バイオテック・イズ・ゴジラ - "Biotech Is Godzilla" - 1:52
  - 作詞：ジェロ・ビアフラ／作曲：セパルトゥラ
8. ノマド - "Nomad" - 4:58
  - 作詞：アンドレアス・キッサー／作曲：セパルトゥラ
9. ウィ・フー・アー・ノット・アズ・アザーズ - "We Who Are Not as Others" - 3:43
  - 作詞：マックス・カヴァレラ／作曲：セパルトゥラ
10. マニフェスト - "Manifest" - 4:55
  - 作詞：マックス・カヴァレラ／作曲：セパルトゥラ
11. ザ・ハント - "The Hunt" - 3:58
  - 作詞・作曲：ジャスティン・サリヴァン、ロバート・ヒートン
12. クレンチト・フィスト - "Clenched Fist" - 4:57
  - 作詞：マックス・カヴァレラ／作曲：セパルトゥラ

### 1993年盤ボーナス・トラック
1. ポリシア - "Policia" - 4:46
  - 作詞・作曲：トニー・ベロット
  - 演奏は2分未満で終了し、その後笑い声が続く。

### 1996年盤ボーナス・トラック
1. ケイオスB.C. - "Chaos B.C." - 5:12
  - プロレスラー、ドン・フライの入場テーマ曲
2. カイオヴァス（トライバル・ジャム） - "Kaiowas (Tribal Jam)" - 3:47
3. テリトリー（ライヴ） - "Territory (Live)" - 4:48
4. アーメン/インナー・セルフ（ライヴ） - "Amen/Inner Self (Live)" - 8:42

## シングル
本作からのシングルのチャート最高順位を示す。
| タイトル                   | イギリス | スウェーデン | ニュージーランド |
| -------------------------- | -------- | ------------ | ---------------- |
| テリトリー                 | 66位     | -            | 50位             |
| リフューズ/レジスト        | 51位     | -            | -                |
| スレイヴ・ニュー・ワールド | 46位     | 32位         | -                |

## 参加ミュージシャン
- マックス・カヴァレラ - ボーカル、ギター、ナイロン弦ギター
- アンドレアス・キッサー - ギター、アコースティック・ギター、ナイロン弦ギター
- パウロJr. - ベース、フロア・タム
- イゴール・カヴァレラ - ドラムス、パーカッション